# Andrzej Markowski (muzician)

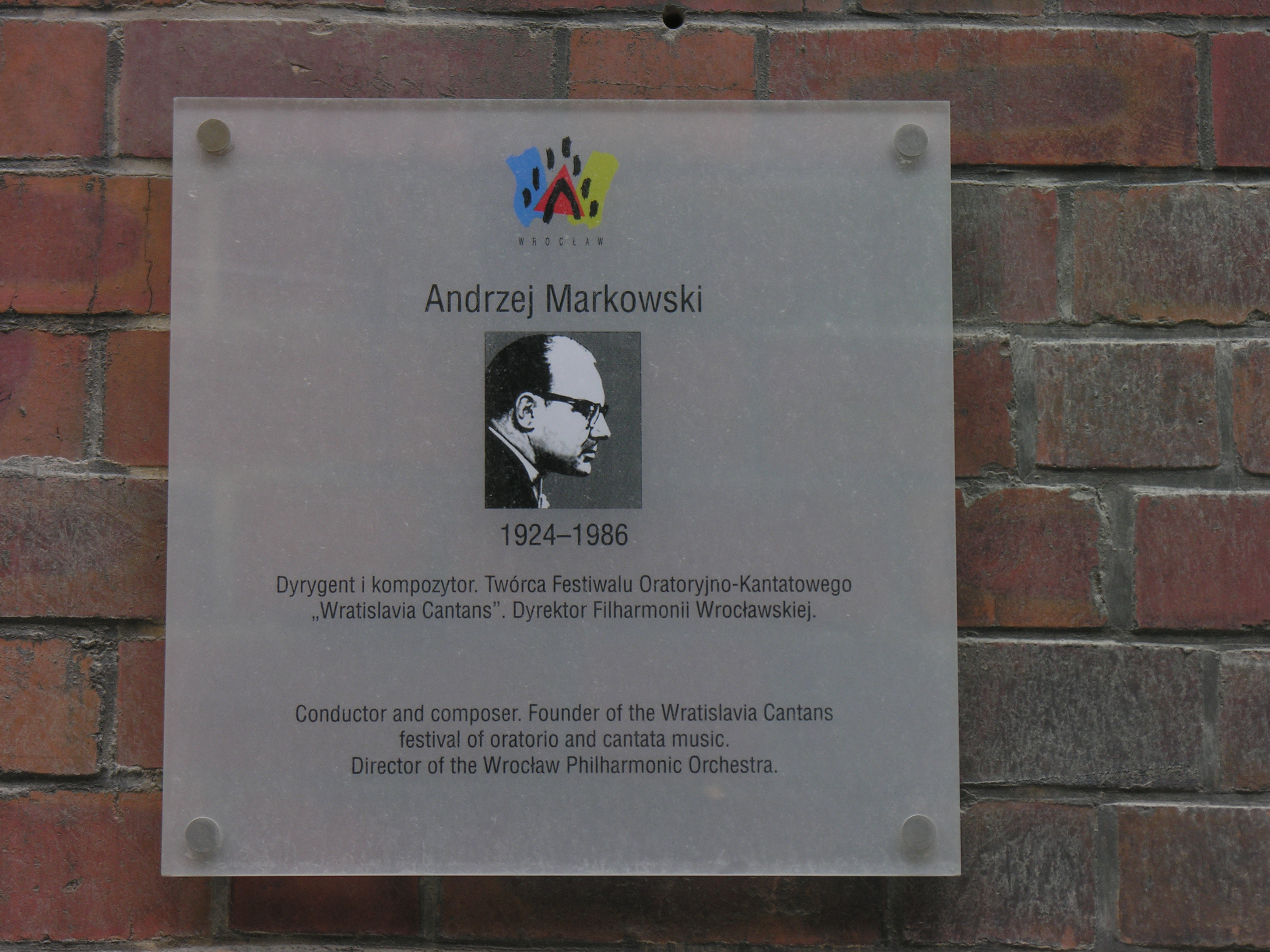
Placă memorială la Wrocław

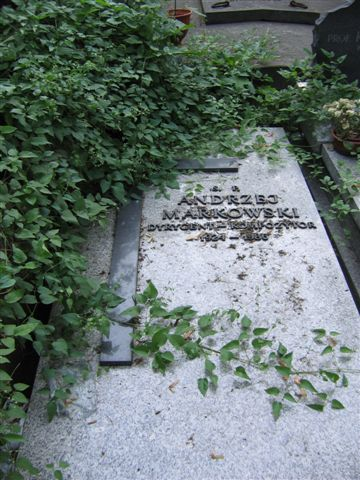
Piatra funerară a lui Andrzej Markowski în Cimitirul Powązki din Varșovia

Andrzej Markowski, pseudonim Marek Andrzejewski, (n. 22 august 1924, Lublin, Polonia – d. 30 octombrie 1986, Varșovia, Polonia) a fost un compozitor și dirijor polonez, director al Filarmonicii din Wrocław (1965–1969), fondator al Festivalului Muzical Internațional „Wratislavia Cantans” și primul său director.

## Biografie
S-a născut la 22 august 1924 în orașul Lublin. În timpul celui de-al Doilea Război Mondial a fost voluntar în organizația paramilitară de rezistență Armia Krajowa și a luat parte la Revolta din Varșovia (august-octombrie 1944). A fost autorul unor cântece poloneze împotriva ocupației germane; după înăbușirea revoltei, el și fratele său au fost capturați și închiși de germani în lagărul de prizonieri Oflag VII A Murnau. Ulterior a devenit ofițer instructor în Corpul 2 Armată Polonez din Occident.
A început studiile muzicale în timpul ocupației, studiind compoziția cu Artur Malawski la Lublin și, în anii 1943-1944, pianul cu Marcelina Kimontt-Jacynowa la Varșovia. A studiat compoziția la Trinity College of Music din Londra (1946–1947) cu Alec Rowley, apoi s-a întors în Polonia, unde a urmat studii la Școala Națională Superioară de Muzică (PWSM) din Varșovia (1947–1955). A fost elev al lui Tadeusz Wilczak și Witold Rowicki (pentru dirijare) și Piotr Rytel și Tadeusz Szeligowski (pentru compoziție). În această perioadă a lucrat, pentru a se întreține, ca instructor muzical (1947-1949) și regizor muzical (1949-1950) la Teatrul Dramatic din Szczecin și apoi la Teatrul Nou din Varșovia (1950-1953).
Odată cu finalizarea studiilor a început o bogată activitate dirijorală. A activat ca dirijor 2 la Filarmonica din Poznań (1954-1955), dirijor la Filarmonica Sileziană din Katowice (1955–1959), apoi dirijor principal și director artistic la Orchestra Filarmonică din Cracovia (1959-1964). A înființat o orchestră camerală la Cracovia pentru interpretarea compozițiilor sale, a organizat ciclul de concerte „Musica Antiqua et Nova” și festivalul „Primăvara Cracoviană a Tinerilor Muzicieni” și a participat la turnee în Italia, Belgia și SUA. A fost apoi director al Filarmonicii din Wrocław (1965-1969). A avut multe realizări în această perioadă: a fondat în 1966 Festivalul Muzical Internațional „Wratislavia Cantans”, îndeplinind funcția de director artistic în perioada 1966-1976, a fost director al Festivalului de Muzică Contemporană Poloneză din Wrocław și al Festivalului Muzical de Orgă și Harpă. A efectuat ca dirijor al Orchestrei Filarmonice Naționale un turneu în Orientul Apropiat și Îndepărtat în 1970 și un alt turneu în Italia în 1972. A fost apoi dirijor 2 și director artistic adjunct al Filarmonicii Naționale din Varșovia (1971–1977), dirijând concerte la Teatrul Scala din Milano în 1974 și efectuând un turneu în Anglia cu Orchestra Simfonică Radiofonică Poloneză și două turnee în Japonia cu Orchestra Filarmonică din Tokyo. A îndeplinit apoi funcția de director artistic al Filarmonicii „Arthur Rubinstein” din Łódź (1982–1986).
A compus și dirijat muzica unor filme poloneze celebre precum Cień (1956), Krzyż Walecznych (1958), Steaua tăcerii (1959), Cenușa (1965) și Pan Wołodyjowski (1969) și a fost primul compozitor polonez care a compus muzică pentru spectacolele teatrale. El a introdus muzica electronică pe coloana sonoră a unor filme experimentale realizate de Andrzej Munk, Walerian Borowczyk, Jan Lenica și Kazimierz Urbański.
Este autorul a numeroase piese orchestrale, instrumentale și de divertisment. Pentru activitatea sa componistică și dirijorală a primit premiul ministrului culturii și artei cl. a II-a în 1965, premiul anual al Uniunii Compozitorilor Polonezi în 1969 și premiul de stat clasa I în 1974. A obținut premiul „Orpheus” al criticilor de muzică în anii 1968 și 1971 pentru creațiile artistice remarcabile la „Toamna Varșoviei”.
A murit la 30 octombrie 1986 la Varșovia.

## Muzică de film
- Cień (1956)
- Krzyż Walecznych (1958)
- Steaua tăcerii (1959)
- Wielka, większa i największa (1962)
- Ranny w lesie (1963)
- Cenușa (1965)
- Przekładaniec (1968)
- Pan Wołodyjowski (1969)

## In memoriam
- O placă comemorativă pe peretele lateral al unui bloc de apartamente de pe Aleja Stanów Zjednoczonych (Aleea Statelor Unite) nr. 18 din Varșovia, unde a trăit Andrzej Markowski în perioada 1965–1986.[11]